# Aide à la conduite de véhicules
Ne doit pas être confondu avec Système d'aide à la conduite.
 (mars 2008).
 (Novembre 2022).
Les informations dans cet article sont mal organisées, redondantes, ou il existe des sections bien trop longues. Structurez-le ou soumettez des propositions en page de discussion.
Avec le temps, il arrive que le contenu présent dans un article devienne désordonné. Il est souvent nécessaire de réorganiser l'article de fond en comble.
- Il faut tout d’abord répartir le contenu de l'article en plusieurs sections. Les informations doivent ensuite être exposées clairement et le plus synthétiquement possible, regroupées par sujet afin d'éviter les doublons. Quelqu'un cherchant une information précise doit pouvoir la trouver rapidement en lisant la section appropriée.
- À l'intérieur de chaque section, le texte, souvent initialement sous la forme de phrases éparses, doit être regroupé dans des paragraphes de quelques lignes, en assurant un enchaînement logique et une cohérence entre les phrases.
- Lorsque l'article ou l'une de ses sections développe trop longuement un point qui n'est pas dans le cœur du sujet traité, il convient de faire une synthèse et de transférer l'ancien contenu dans des articles plus appropriés (en cas de transfert, il faut impérativement respecter la procédure Aide:Scission).

Si vous pensez que ces points ont été résolus, vous pouvez retirer ce bandeau et améliorer le plan d'un autre article.
Les dispositifs d'aide à la conduite pour les personnes handicapées ou adaptation de véhicule pour les personnes handicapées (Québec) sont des équipements spécifiques non homologués qui peuvent différer des systèmes d'aide à la conduite usuels. Les dispositifs pour les personnes handicapées sont validés dans le cadre d'une commission pour les personnes atteintes d'une amputation ou d'un trouble fonctionnel pour la délivrance ou le maintien du permis de conduire. Une homologation européenne d'une voiture particulière accessible en fauteuil roulant est possible avec la directive 2007/46/CE relative à la réception des véhicules à moteur.
A l'inverse, les systèmes d'aide à la conduite usuels sont disponibles de série ou en option, selon les marchés et certains d'entre eux sont obligatoires sur certains marchés.

## Situations d'aide à a conduite

### Handicaps
Les constructeurs de véhicules motorisés prennent en compte certains handicaps dans la conception de leurs produits. Les dispositifs d'aide à la conduite de véhicules permettent de redonner une certaine autonomie aux personnes à mobilité réduite ; on parle aussi d'adaptation à la conduite ;

### Confort de conduite
De plus en plus de modèles présentent des systèmes d'aide à la conduite permettant de simplifier voire automatiser la conduite d'un véhicule. Différents systèmes existent qui vont de la boîte de vitesses robotisée à l'aide au parking. Ces aides à la conduite et les situations qui leur sont liées expliquent la complexité des lois qui seront abordées dans cet article.

### Sécurité
Les systèmes d’aide à la conduite visent également à augmenter la sécurité du conducteur, en donnant plusieurs alertes en cas de danger, voire en anticipant ses réactions.
En ce qui concerne les véhicules à moteur, on parle d'aide à la conduite automobile.

## Nécessité et problématiques d'un système d'aide à la conduite
- Certaines maladies entrainant des problèmes de coordination de mouvements sont problématiques à l'utilisation de véhicules motorisés.
  - Maladie principale : paraplégies, certaines myopathies, sclérose en plaques.
  - La dyslexie qui entraine un ensemble de difficultés d'expression et de compréhension de l'environnement représenté dont une certaine lenteur dans le traitement des éléments lus et des problèmes d'orientation dans le cas de passage d'espace représenté ou désigné à l'espace réel.
  - Les problèmes de lenteur et de coordination de mouvement généralement non évalué par les commissions médicales.
  - Les personnes en attente d'une opération de pose d'une rotule artificielle à un genou.
- Les personnes qui employaient un motoculteur avec une remorque de voiture adaptée ou un Quad « tondeuse à gazon » comme moyen de locomotion.
- Les personnes qui emploient un tracteur 25 cv ou autres moyens exotiques de locomotion et qui veulent réduire leur consommation de carburant.
La raison principale évoquée est la suivante : pour la conduite correcte d’une voiture, il ne faut pas mettre les mains dans le volant. Mais avec un véhicule qui ne freine pas dès qu’on lâche l’accélérateur, il est plus simple de limiter la vitesse du véhicule et de toujours sélectionner le rapport de vitesse à l’arrêt du véhicule ce que supporte parfaitement le tracteur agricole.
- Les personnes qui à la suite d’un traumatisme ont perdu la faculté de ressentir tout danger ou toutes émotions s’ils ne sont pas en contact le plus direct possible avec les plus vulnérables soit les piétons.
Ces individus sont plus lents, car ils rattachent toutes actions devant être entreprises à une analyse et non à des réflexes appris.
Au vu de leur handicap, ils souhaitent avoir un véhicule réduisant les besoins de réactivité afin de prendre le temps d’observer et de réagir convenablement.
- Par exemple en France, la règlementation impose un véhicule d’examen permis B avec un volant et quatre places, ce qui exclut les véhicules avec assistance (« Quads »).
- Suivant le handicap, la mobylette peut être une solution pour se rendre sur son lieu de travail, mais reste une alternative précaire.

## Historique des systèmes de vigilance
Dans les premiers systèmes de vigilance des trains, les cheminots disposaient d’une pédale. Mais certains d’entre eux posaient leur boîte à casse-croute sur la pédale pour se reposer le pied. Aux États-Unis, cette mauvaise manie a conduit à plusieurs accidents graves, car le cheminot s’était endormi et le train ne pouvait freiner de lui-même. C’est pour cela que fut employé l’avertisseur sonore à la place de cette pédale de vigilance. Ce système se nomme dispositif de l’homme mort. 

Le Quad a opté pour un taux de compression du moteur élevé afin de fournir cette fonction. Le motoculteur fournit également cette fonctionnalité, mais il ne dispose d’aucun éclairage (feux de route ; feux de croisement ; clignotants). De plus, il oblige le propriétaire à modifier la remorque homologuée pour voiture, ce qui a la conséquence de ne plus pouvoir garantir la véritable charge transportable. 

Même si le Quad est avec permis de conduire, il est hautement préférable au motoculteur qui n’en a pas besoin. Selon l'article annexe I à l'article R4312-1 du Code du travail, les motoculteurs sur voie publique sont interdits, car les constructeurs ne fournissent pas les équipements d’éclairage conforme au Code de la route ainsi qu’un siège conducteur acceptable. De plus, l'adapter le rend non conforme aux normes anti incendie. Pour de plus amples informations, cet article est consultable sur legifrance.

Il est nécessaire d’autoriser le passage de ce permis de conduire. L’idée d’avoir une mobylette pour autoroute (scooteur avec boîte automatique 125 ou 250 cm3) et Quad pour le transport de marchandises n’est pas une mauvaise vie. Il impose cependant certaines adaptations non décrites dans les manuels de l’utilisateur du véhicule. Les pneus semi-tout-terrain, par exemple, qui ne sont que des pneus tout-terrain prévus pour ne pas arracher le bitume sont à changer. Il faut considérer également que les clignotants sont plus importants que les feux de route et feux de croisements, de ce fait ils ne doivent pas obliger le pilote à éloigner sa main du frein.

## Les systèmes
Dans un premier temps, parce que les personnes qui conçoivent les systèmes d’aide à la conduite raisonnent sur les principes des chercheurs, c’est-à-dire qu’ils étudient ces systèmes sans comprendre les besoins et les difficultés des individus, ce document fournit des termes métier qui tentent de faciliter le dialogue.
Dans un deuxième temps, certains de ces systèmes sont étudiés et le document présente une façon d’employer cette méthode. Pour cela, un cas concret de conduite d’un Quad sur route est pris en référence.
Enfin seront présentés certains véhicules répondant à différentes théories de conception ou à certains handicaps.

### Les termes métiers d'étude des systèmes d'aide à la conduite
- Concernant les dispositifs et leur fonctionnement 
  - Coupe-circuit accélérateur 
Coupe l'accélérateur quand le frein est actionné.
Très utile, si l’on a encore le pied sur l’accélérateur quand on freine.
  - La pédale de l'homme mort (définition donnée par rapport à la voiture) 
Suppression de la pédale d'accélérateur sur une voiture boîte automatique et emploi du pied droit pour la pédale de frein.
Appuyer sur la pédale de frein enclenche le coupe-circuit accélérateur.
  - Détecteur de vitesse nulle 
Si le véhicule se déplace alors que la pédale d’accélérateur n’est pas enfoncée, un dispositif oppose une résistance au mouvement.
Dans les véhicules actuels, ce dispositif peut être au guidon ou sur la pédale d’accélérateur.
  - Dispositif de survie 
Représente le frein qui doit être dans le champ de vision et accessible très rapidement en permettant un dosage contrôlable.
Tirer ou pousser le dispositif de survie actionne le coupe-circuit accélérateur.
  - Repère visuel constant pour savoir distinguer la gauche et la droite en situation de conduite 
Le dispositif de survie se met plus facilement en relation avec quelque chose d'essentiel.
Le levier clignotant qui est à gauche, mais ne dépasse pas du volant ; cela prend plus de temps pour l'observer et il est plus significatif dans la recherche du dispositif de survie.
La pédale de l'homme mort
- Concernant les théories des véhicules 
  - Dispositif de l’homme mort (définition donnée par rapport au train)[4][source insuffisante];
Afin de permettre une bonne lecture, une définition est donnée ci-dessus (Historique des systèmes de vigilance).
  - Limite d’accélération 
Vitesse atteinte en kilomètres à l'heure lorsqu’on lâche le frein par une voiture boîte-automatique.
La voiture boîte-automatique avance dès qu’on lâche le frein.
  - Limite de frein moteur 
Limite de freinage moteur atteinte par le Quad ou par les véhicules équipés d’un détecteur de vitesse nulle.

### Situation de conduite: exemple d'un Quad sur route
La voiture avec boîte automatique conserve sa vitesse lorsqu’on lâche l’accélérateur afin de permettre de reposer le pied cependant, en autorisant cela, elle s’emballe facilement. Elle possède, pour réguler sa vitesse, d'un dispositif consistant lorsqu'on lâche l'accélérateur à avancer lentement (limite d’accélération). Cela peut conduire, pour certaines personnes, à des maux de tête et des troubles de la vision, car elle demande un entrainement intellectuel plus important. L'utilisation d'une commande peut signifier plusieurs choses à respecter si l’on se réfère au code la route alors que sur un Quad ces commandes sont parfois doublées pour être spécialisées conduisant, par exemple, à ce que l’accélérateur soit également un frein (détecteur de vitesse nulle).

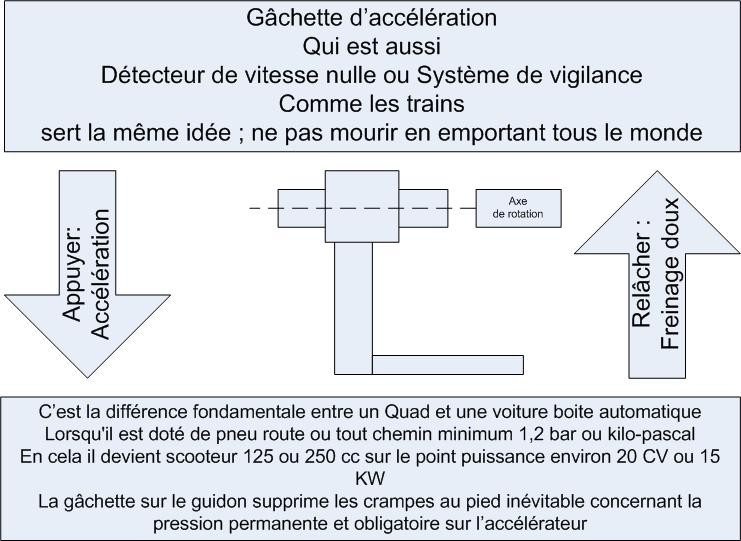
Gâchette du Quad. Très similaire au système d’aide à la conduite existant pour les voitures

Le Quad permet, comme avec une voiture, lorsque l'on dispose d’un Quad utilitaire équipé d’une boule d’attelage, de tracter une remorque homologuée. Cependant, cette remorque ne peut pas dépasser une charge totale de 500 kilogrammes. Il faut lire attentivement la notice de l'utilisateur livrée avec le Quad. 

Les magazines spécialisés tentent de moraliser les sociétés qui créent des Quad en informant tout acheteur de Quad concernant la présence ou l’absence de ce système de vigilance. Ils l’indiquent dans le descriptif qu’ils font du véhicule par la présence de la phrase : « inconvénient : sans frein moteur ». En attendant des solutions d’interdiction de commercialisation.

La perte de vitesse en km/h perdue par mètre parcouru diminue considérablement la distance dû au temps de perception-réaction.[pas clair]

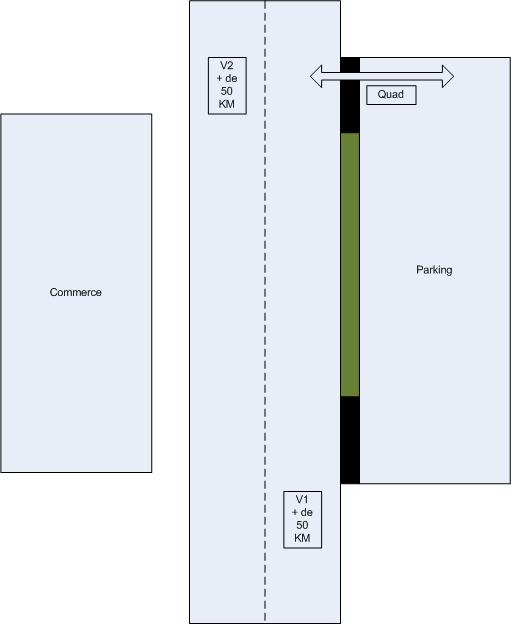
Passage rapide de la marche arrière dans une ville à la rencontre d'un véhicule ne respectant pas les limitations de vitesse — Sortie de parking

Les vitesses doivent être à gauche afin de pouvoir très rapidement si après avoir bien regardé pour sortir d’un parking on commence à s’engager sur la voie et que l’on se rend compte qu’une voiture qui ne devrait pas être là si elle roulait à 50 km/h surgit. Cela permet d’engager la marche arrière de la main gauche après avoir appuyé sur la pédale d’embrayage (pied droit) puis de reculer rapidement en accélérant de la main droite. Cela évite d'accidenter le piéton qui peut sortir du commerce.

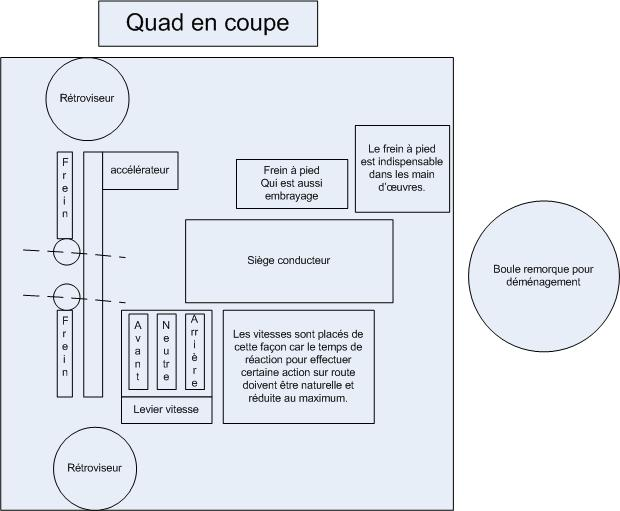
Organisation d'un poste de conduite réduisant le temps de réaction

Il ne reste plus que le problème du nombre de cylindres du moteur : deux cylindres fournissent un frein moteur plus efficace et plus constant qu’un seul. Il est préférable de ne pas dépasser en cylindrée les 450 cm3, car au-dessus le couple que fournit le moteur est trop important par rapport au poids du véhicule et devrait être interdit ou vendu sous présentation de la carte d’exploitant agricole. 

Un couple trop important conduit à pouvoir blesser un piéton au démarrage et réduit à néant l’idée d’un frein moteur efficace. Le 350 cm3 est très bien. Les câbles de frein sont généralement doublés, car on n’est jamais assez prudent. 

- Cas exceptionnel d’une voiture qui débouche alors que l’on a déjà commencé à s’engager sur la voie 
Il faut ralentir avant de prendre un tournant. Il y a deux solutions :
  - Soit, l'on dispose d'un détecteur de vitesse nulle ; dans ce cas, lâcher l'accélérateur suffit bien souvent ou le pilote dispose d'un temps supplémentaire pour freiner.
  - Soit, le frein est décentralisé de l'accélérateur.

### Commandes au volant — quelques adaptations existantes sur voiture avec boîte automatique
Certaines voitures sont équipées de commandes d'accélérateur, de frein et de frein de service au volant ou de dispositif plus complet comme le cercle accélérateur électronique. 

Cette partie du document s’appuie sur l’idée que vous savez et êtes capable de conduire correctement un Quad, mais que vous avez des difficultés à aller vers la voiture comme l’exige la loi pour légaliser la circulation sur voie publique.
- Levier à droite du volant faisant office d'accélérateur et de frein 
Des systèmes tels que l'accélérateur EUROPA propose l'accélérateur et le frein sur un même levier, disponibles sous le volant[7].
Ces dispositifs simples s’installent à droite du volant.
La position du levier doit tenir compte de la place du levier clignotant qui est à gauche du volant ; on a besoin du frein quand on s'en sert.
Il dispose de l’inconvénient des vitesses à droite, interdisant tout changement rapide de la marche avant vers la marche arrière et inversement, dans la prise en compte des situations critiques.
- Cercle accélérateur électronique 
Ce dispositif est un cercle sous le volant dont le fonctionnement est le suivant : lorsqu’on applique une pression, la voiture accélère ; pour freiner, il faut appuyer sur la pédale de l'homme mort ou un levier à droite du volant (dispositif de survie). Quand on freine, le dispositif désolidarise l’accélérateur (le coupe-circuit accélérateur) et le réenclenche quand on lâche le frein.
Il dispose du même inconvénient que le levier à droite du volant.
- Cercle accélérateur mécanique 
Identique au cercle accélérateur électronique.
- Cercle accélérateur électronique avec frein intégré 
  - Mis en situation dans des problèmes de lenteur et de coordination de mouvements 
Ce cercle accélérateur électronique avec frein intégré est identique à la version décrite ci-dessus à l’exception de la disparition du levier de frein. Cette fonction est remplacée par un cercle que l’on manipule par le pouce alors que le cercle accélérateur est manipulé par les doigts de la main. Il reprend l’idée de la pédale de l’homme mort en désolidarisant l’accélérateur quand on appuie sur le frein.
Si le cercle accélérateur était manipulé avec le pouce en ramenant ce cercle vers le volant ce qui consiste à dire vers la paume de la main comme un Quad ; il serait placé à l’intérieur du volant. Le cercle de frein serait placé à l’extérieur de ce même volant et manipulé par les doigts de la main et ramené toujours vers la paume de la main ; cela reproduirait avec exactitude la situation du Quad.
    - Aptitude minimale à avoir et façon de se le démontrer 
Il suffit, lorsqu’on arrive dans un tournant, de lâcher l’accélérateur du pouce de la main droite puis, toujours avec la même main, serrer le frein. On se rend parfaitement compte de l’endroit où il faudrait freiner en l’absence d’un frein moteur efficace.
Sur un Quad, lorsque le ralentissement fourni par le moteur est insuffisant, les sensations tactiles des doigts et du pouce procurent une meilleure information sur le dosage du frein, car la pédale de frein s’emploie pour passer de la marche avant vers la marche arrière et inversement ; le maintien de l’arrêt au stop ; et les manœuvres ; l’habitude est de l’enfoncer assez violemment. Il faut donc, pour être sûr, car il y a une limite à se reposer sur l’ABS pour éviter que la direction prise par une voiture ne devienne imprévisible ; aller dans une pente ; utiliser la pédale de l’homme mort ; mettre le Quad au point mort ; le laisser prendre de la vitesse (par exemple de 20 kilomètres à l'heure) et vérifier que l’on arrive à freiner (dispositif de survie) comme le dit le code de la route[8], soit plusieurs petits coups en relâchant ces mêmes freins tout en gardant le contrôle du Quad ; quelque part un vélo de trois-cents kilogrammes.
Les tests doivent être faits autant sur des routes goudronnées que sur des chemins avec de la terre battue.
Cela permet également de se rendre compte de notre aptitude à se débrouiller avec un véhicule reposant sur le principe la limite d’accélération.
Si l’on arrive à faire cela correctement et avec un temps de réaction correct ; le modèle est valide.
Attention :
Ces tests sont à faire avec grande précaution : vérifiez qu’aucune voiture ne vous suit et ne serrez pas trop fort et pas trop longtemps l’étrier de frein.
    - Situation de tournant 
Il faut employer le dispositif de survie, sur une voiture, pour remplacer l'efficacité du frein moteur du Quad (limite de frein moteur).
    - Situation de parking 
En situation « quitter un parking », on peut employer le dispositif de l'homme mort : enlever doucement le pied de la pédale ; laisser la voiture prendre un peu de vitesse (employer la limite d’accélération d’une voiture boîte automatique) ; garder le pied sur la pédale ; appuyer rapidement sur la pédale de frein arrivé à proximité de la bordure parking - voie que l'on veut emprunter.
Avec le cercle accélérateur électronique avec frein intégré, sur une voiture, il est possible d’avoir la main gauche sur le volant ; les doigts frôlant le cercle de frein ; la main droite sur le levier de vitesse ; le pied prêt à appuyer sur la pédale de frein.
    - Cas exceptionnel d’une voiture qui débouche alors que l’on a déjà commencé à s’engager sur la voie 
Si quand on lâche la pédale de l’homme mort, pour s’engager sur une voie, on aperçoit une voiture, le cercle électronique permet de garder une main sur l’accélérateur (coupe-circuit accélérateur) ; la pédale de l’homme mort enfoncé ; passer en marche arrière rapidement puis lâcher la pédale de l’homme mort et accélérer rapidement et enfin réappuyer sur la pédale de l’homme mort.

Il reste à résoudre la position des commandes feux de croisement ; feux de route : il n’est pas acceptable de devoir aller avec la main gauche tripatouiller vers le bas de la portière en quittant la route des yeux pour regarder le bouton et se remémorer la façon de l’employer ; cela prend beaucoup trop de temps ; il est donc nécessaire d'installer le dispositif d’accès à ces fonctions au volant.

Pour conclure, le poste de commande est finalement tellement complet, sur un Quad, qu’on ne change pas la disposition et l’utilisation des commandes, mais seulement un volant à la place d’un guidon et il faut s’habituer au Quad sans frein moteur et reposant sur le principe de la limite d’accélération au lieu de la limite de frein moteur.
À partir d’une voiture aménagée de cette manière, on peut remplir le contrat initial, soit ne pas trafiquer une remorque homologuée et préserver les feux de route et de croisement pour faire du transport de marchandises.

### Différentes théories de conception de véhicules

#### Joystick
- Sur les voitures à boîte normale 
Des sociétés étudient le remplacement du volant des voitures boîte normale par une manette de jeu ; les commandes sont aussi faciles d’accès que celles d’un Quad[9].
Pour accélérer, il suffit de pousser le joystick vers l’avant et pour freiner il faut tirer le joystick vers l’arrière. Bien que cette voiture ne fournisse pas non plus de détecteur de vitesse nulle, ce dispositif fournit un bon temps de réaction et permet de disposer des vitesses.
- Sur les outils de chantier 
Les engins de chantier prennent souvent également la manette de jeu comme remplaçant du volant ou du guidon et fournissent généralement avec leur véhicule un détecteur de vitesse nulle ou un dispositif de l’homme mort comme système de vigilance.

#### Détecteur de vitesse nulle sur la pédale d'accélérateur
Des équipementiers étudient la possibilité que la pédale d’accélérateur d’un véhicule soit, comme avec le Quad, un détecteur de vitesse nulle. 

Ces véhicules imposent le permis B1 et de ce fait ils ne sont pas employables pour valider un permis pour un Quad, mais certaines personnes peuvent les préférer aux deux autres ; le permis B permet de conduire des véhicules du permis B1. 

Les conseils dont on peut avoir besoin pour valider la circulation sur voie publique sont semblables.

#### Quad adapté pour handicapé
Ce Quad a été adapté pour les personnes suivantes : paraplégies, certaines myopathies, sclérose en plaques. 

Il peut aussi être employé par les personnes en attente d'une opération de pose d'une rotule artificielle à un genou sans prendre des risques pas raisonnables avec leur voiture. Seul l’emploi de la rampe installée est différent.

## Concrétisation de la démarche visant à obtenir ce permis
Les acteurs intervenant dans cette concrétisation sont de deux ordres – publics et privés.
Le classement comme travailleur handicapé, bien que n’étant pas toujours impératif dans le quotidien d’un individu, semble essentiel pour le réaliser.
Cette partie du document partira, pour sa construction, des principes suivants :
1. Pas la moindre intention de remettre en question la nécessité d’un permis.
2. Si besoin de classement travailleur handicapé[N 2].

- Étape suivante : Les ouvertures vers l'insertion et l'emploi des personnes reconnues comme travailleur handicapé[12].